# Macrosiphum amelanchiericolens
Macrosiphum amelanchiericolens är en insektsart som beskrevs av Patch 1919. Macrosiphum amelanchiericolens ingår i släktet Macrosiphum och familjen långrörsbladlöss. Inga underarter finns listade i Catalogue of Life.